# Sport Club Bom Jesus
O Sport Club Bom Jesus é um clube brasileiro de futebol, com sede na cidade de Matriz de Camaragibe, no estado de Alagoas. Suas cores são preto e branco.
Foi fundado em 1 de janeiro de 1928 (é o quarto clube de futebol profissional mais velho de Alagoas). Manda seus jogos no Estádio Edivanil Cavalcante Navarro, com capacidade para receber 4.000 torcedores. Participou de 9 edições do Campeonato Alagoano, tendo como sua melhor classificação um quarto lugar, obtido em 2003. Em 1995, classificou-se para o chamado "super turno", que reuniu os 8 primeiros colocados na primeira fase, e terminou na quarta posição no Grupo B.
A última participação do Alvinegro de Matriz foi em 2006, terminando em 10° lugar na classificação geral, sendo rebaixado para a Segunda Divisão do ano seguinte, a qual não chegou a disputar, optando em se licenciar das competições - entre 1997 e 2000, o Bom Jesus também ficou sem jogar nenhum campeonato promovido pela FAF, voltando em 2001, mesmo ano em que venceu a Segunda Divisão estadual.
Ensaiou um regresso ao futebol profissional em 2009, onde chegou a se inscrever para a Segunda Divisão, porém desistiu de participar do torneio.

## Desempenho em competições

### Campeonato Alagoano - 1ª divisão
| Ano  | Posição                                              |
| 1991 | 8º (Vice-lanterna)                                   |
| 1994 | 8º                                                   |
| 1995 | 7º (classificação geral) 4º (Grupo B do super-turno) |
| 1996 | 11° (Vice-lanterna e rebaixado)                      |
| 2002 | 6°                                                   |
| 2003 | 4º                                                   |
| 2004 | 5º                                                   |
| 2005 | 5º                                                   |
| 2006 | 10° (Lanterna e rebaixado)                           |

### Campeonato Alagoano - 2ª divisão
| Ano  | Posição                  |
| 1990 | 1º (Campeão e promovido) |
| 2001 | 1º (Campeão e promovido) |

## Títulos
| Estaduais                             | Estaduais | Estaduais   | Estaduais |
| Competição                            | Títulos   | Temporadas  |           |
| ------------------------------------- | --------- | ----------- | --------- |
| Campeonato Alagoano - Segunda Divisão | 2         | 1990 e 2001 |           |